# Huaricanga
Huaricanga é um dos Sítios Arqueológicos do Peru e a cidade mais antiga da civilização de Caral. Existia por volta de 3500 a.C.  Este sítio do Período Arcaico tardio está localizado no vale de Fortaleza, na costa centro-norte do Peru, nos limites estre as regiões de Ancash e Lima, ocupava uma área total de 100 hectares, atualmente a rodovia Pativilca-Huaraz atravessa o local.

## Histórico

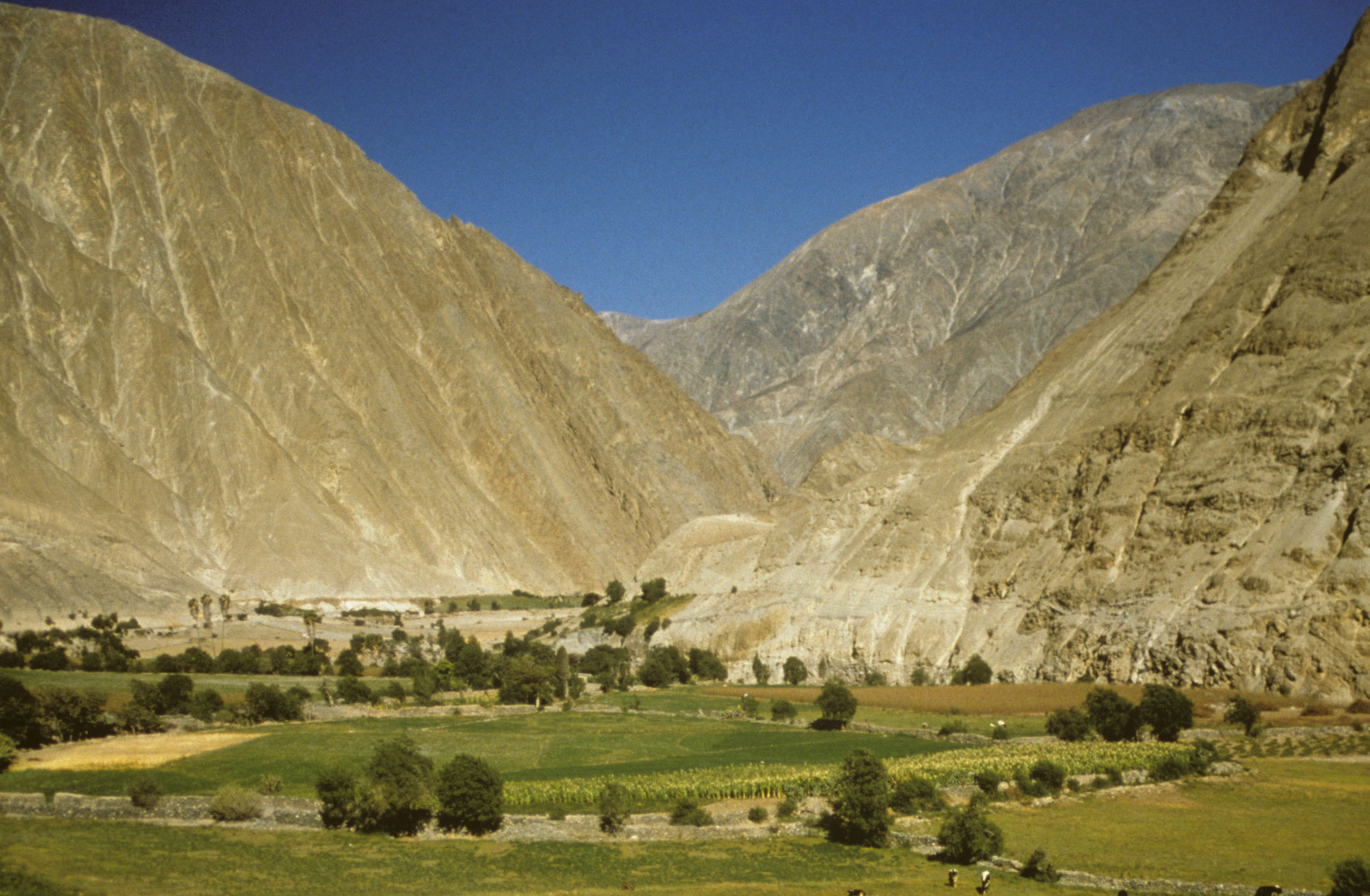
Campo de grama cercados por montanhas em Huaricanga

O sitio de Huaricanga foi escavado em 2003 e 2007 pelo PANC (Proyecto Arqueológico Norte Chico). A escavação de 2007 descobriu fragmentos de uma estrutura de dois andares, um banco circunjacente, um poço de fogueira central e paredes com nichos. Isso indica que o templo foi construído segundo a tradição arquitetônica Mito, que também se desenvolveu nas terras altas do Peru. No entanto, usando datação por radiocarbono, a estrutura foi confirmada como sendo construída em torno de 2.560 a.C. Isso significa que este templo antecede até mesmo os primeiros exemplos conhecidos da tradição Mito. Foram testadas uma grande gama de amostras, incluindo fibras de vegetais variados, fibras de tecido e carvão vegetal. 
Observa-se no local ruínas de duas estruturas com cerca de dois campos de futebol de comprimento. Próximo das ruínas da maior estrutura foram encontradas duas pedras eretas, conhecidas como huancas, que se acredita servir para algum propósito cerimonial sagrado.  Por isso considera-se Huaricanga como um centro religioso. Ruínas de uma terceira estrutura em forma de U foi localizada acima da várzea do rio Fortaleza. É conhecida como El Castillo de Huaricanga, e a julgar pela cerâmica encontrada no local, foi criada no período inicial (1800-900 a.C.).  Durante este período e durante o período Horizonte Temprano (também conhecido como Período Formativo, entre 900-200 a.C.), o Castillo serviu como parada de descanso para peregrinos que iam ao principal centro religioso em Chavin de Huantar.
A terra ao redor de Huaricanga consiste principalmente de rocha e terra, com muito poucas árvores. O clima geralmente é seco. Os povos antigos de Huaricanga eram completamente dependentes da irrigação para suas colheitas. Alguns especialistas afirmam que uma maior intensidade do fenômeno climático El Niño agravou as condições para pesca, levando as pessoas para o interior em direção a locais como Huaricanga. 

## Estruturas

### Estrutura A
Possui uma base quadrangular. Seus lados medem 61 metros com uma altura máxima de 10 metros. Construída com pequenos tijolos de adobe cônico (30 cm de altura por 25 de base), pedras cortadas e argamassa de barro, se encontra muito mal conservada. Uma escada de 11,5 m de largura, no lado norte (parede frontal) da estrutura leva a um átrio (41 x 10 m), rodeado por duas plataformas grandes e elevadas (leste e oeste), e ao sul por uma plataforma baixa, a qual se alcança por meio de uma escada. As plataformas leste e oeste fecham o átrio na altura da escada principal, e nos cantos delineando a estrutura ao norte duas Huancas distintas podem ser vistas, embora. A plataforma sul tem uma escada de dimensões modestas, que sai do átrio. Esta plataforma ao sul é o mais recente componente visível da estrutura, ainda que seja possível ver acima desta, uma grande elevação sobreposto a plataforma, que não revela paredes ou alguma evidência arquitetônica que a demarque. 
No topo da Estrutura A apenas podemos notar a presença de dois recintos quadrangulares consecutivos no canto sudoeste. Neste mesmo topo notamos dois poços huaqueo (utilizados para saquear), de tamanho regular, um no extremo oeste e outro na extremidade leste. Através das paredes dos buracos podemos ver a técnica de preenchimento utilizada para a construção da estrutura consistindo de pedras cortadas e pedregulhos, terra solta e fragmentos de adobes cônicos de pequenas dimensões. 
Existe uma grande depressão no meio da última plataforma, que os pesquisadores afirmavam ser um huaqueo bem grande. Desde a primeira foto aérea registrado do sítio, aparece claramente como uma grande depressão, os dois poços acima não aparecem. O exame deste nos deixou grandes dúvidas sobre sua natureza intrusiva, conforme detalhado nos poços acima se pode ver claramente a técnica de preenchimento da estrutura o que não é o caso neste maior. Provavelmente esta depressão não é um poço de huaqueo, mas sim algum tipo de estrutura que não conseguimos reconhecer, dado ao péssimo nível de conservação. 
Após esta depressão existem numa pequena parte lateral duas plataformas. Estas estruturas estão severamente deterioradas principalmente pela expansão da fronteira agrícola e o trânsito de um grande número cabras vindas dos sítios da região de Pararin, vale acima. No entanto, não há provas suficientes de que possamos explicar a configuração arquitetônica que a estrutura tinha em seus momentos de atividade. Somente no leste notamos a presença de uma parede adequadamente preservada. Feita com pedras médias cortadas com as faces planas e de forma irregular, colados com argamassa. Entre essas pedras podemos ver pequenas cunhas. Esta técnica é conhecida nos Andes como apachilla. Nesta parte também é possível ver que a estrutura era escalonada. 

### Estrutura B
A Estrutura B tem uma base retangular de 50 metros de comprimento por 45 metros de largura e uma altura máxima de 5 metros, Parece que era uma única plataforma alta que tinha vários recintos em sua parte superior, mas devido ao avançado estagio de deterioração não podemos definir exatamente como eram. De qualquer forma foram feitas com duas técnicas distintas, podemos ver que enquanto algumas estruturas tinham linhas retas e uniformes feitos de pedra cortada e argamassa outras eram sinuosas formadas por grandes pedras sem cortes dispostas em fileira dupla e entre ambas as fileiras foram colocadas pequenas pedras unidas com argamassa. 

### Estrutura C
A Estrutura C tem uma base quadrada cujos lados medem 55 metros. Nela encontramos vários recintos retangulares delimitados por muros de 60 cm de largura. No lado oeste da estrutura encontramos um declive suave que vai até o fundo do vale. Os muros periféricos da estrutura de tão deteriorados são quase imperceptíveis. Mas podemos notar que existia um que percorria todo o comprimento da estrutura indo até a Praça II eram também formadas por grandes pedras sem cortes dispostas em fileira dupla e entre ambas as fileiras existiam pequenas pedras unidas com argamassa. 

### Praça I
Esta praça é formada pelo espaço existente entre as três estruturas anteriormente mencionada, tem forma quadrangular medindo seus lados 45 metros. Atualmente parte desta área é utilizada para exploração agrícola e por um de seus lados passa um pequeno canal de irrigação. 

### Praça II
Praça consecutiva a Praça I localizada ao norte daquela tem sua base retangular medindo 85 metros de comprimento por 76 metros de largura. É circundada por muros baixos formados por grandes pedras sem cortes dispostas em fileira dupla e entre ambas as fileiras existiam pequenas pedras unidas com argamassa. Originavam-se das Estruturas A e B. Na fronteira com a Praça III existe uma grande Huanca, mas é difícil determinar se originalmente ela pertencia ao complexo ou se foi trazida de algum outro local. 

### Praça IIa
Pequena praça retangular de 45 metros de comprimento por 35 metros de largura localizada no interior da Praça II. Sua delimitação é feita por muros formados por grandes pedras sem cortes dispostas em fileira dupla e entre ambas as fileiras existiam pequenas pedras unidas com argamassa. Sua superfície é mais baixa que a Praça II. Atualmente existem plantações de milho neste lugar. 

### Praça III
Praça retangular consecutiva a Praça II, ao norte, tem 85 metros de comprimento por 80 de largura. Atualmente parte dela sofreu terraplanagem. 

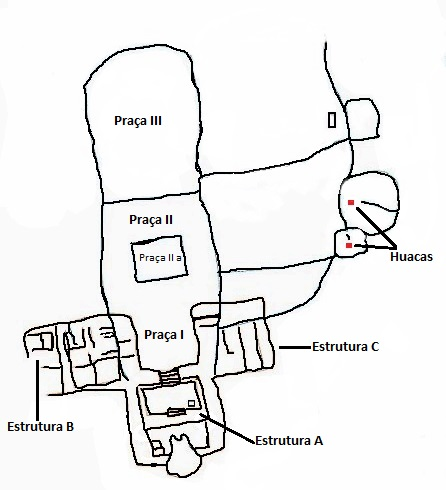
Esboço aproximado de Haricangag